# Literatura en yidis
La literatura en yidis o literatura yídica es la escrita en yidis, la lengua de los judíos asquenazíes, emparentada con el alemán medieval. Suele considerarse que la literatura en yidis ha tenido tres etapas: antigua literatura yídica (1300-1780), literatura hasídica y de la Haskalá (1780-h. 1890) y literatura yídica moderna (1864-actualidad).

## Literatura yídica antigua
La literatura en yidis comenzó con las traducciones y comentarios de textos religiosos, algunos de los cuales datan del siglo XII. El texto literario en yidis más antiguo que se conoce es un manuscrito que contiene poemas sobre temas bíblicos, una fábula ("El león agonizante"), y un poema épico ("El duque de Horant"). El manuscrito fue descubierto en la Guenizá de Fostat, y está fechado, según el calendario hebreo, en el 3 de Kislev de 5143 (es decir, el 9 de noviembre de 1382).
El principal autor en esta etapa fue Elijah Levita (conocido como Elia Bokher), que tradujo, adaptándolo, el romance caballeresco de Bevis de Hampton, a partir de su versión italiana, Buova d’Antona. La versión de Levita, llamada Bovo-bukh, circuló manuscrita desde 1507, y se publicó finalmente en 1541, lo que la convierte en la primera obra impresa en yidis de tema no religioso. Esta obra ilustra la influencia de las formas literarias europeas en la naciente literatura yídica, no sólo en cuanto al tema, sino también en sus formas estróficas y en las rimas, que son regulares y complejas. No obstante, Levita alteró la historia para introducir elementos del judaísmo, lo cual no era nada sencillo, dada la naturaleza intrínsecamente cristiana de los libros de caballerías. 
Otra obra influyente de la antigua literatura yídica es el Mayse-bukh ("Libro de cuentos"). Se trata de una recopilación de cuentos moralizantes que tienen su origen en fuentes hebreas y rabínicas, así como en cuentos populares. Basándose en la inclusión en esta obra de unos pocos cuentos de origen no judío, los estudiosos han deducido que su compilador vivió en lo que ahora es Alemania occidental durante el último tercio del siglo XVI. El libro se publicó por primera vez en 1602. Estos cuentos didácticos son leídos todavía por comunidades judías ultraortodoxas, especialmente entre los judíos jasidícos. 
Era bastante infrecuente que las mujeres escribieran durante este periodo de la literatura yídica, pero existen varias recopilaciones de tkhines (oraciones personales que no son parte de la liturgia) escritas por mujeres como Sara Bas-Toyvim y Sarah Rebekah Rachel Leah Horowitz, ambas del siglo XVIII. El texto más extenso escrito por una mujer en esta época son las memorias de Gluckel von Hameln (1646-1724), un documento familiar de finales del siglo XVII o comienzos del XVIII que no se publicó hasta 1896, de gran trascendencia porque refleja las costumbres y el modo de vida de las comunidades judías alemanas de la época.

## Literatura jasídica y de la Haskalá
A partir del siglo XVIII, el yidis, que se encontraba en decadencia en el centro y oeste de Europa, vivió un extraordinario florecimiento en los países del este del continente. El auge del judaísmo jasídico a finales del siglo XVIII dio origen a un tipo específico de obras literarias. Entre otras publicaciones de la época se encuentran los panegíricos y descripciones de la vida de Ba’al Shem Tov. La narración de historias fue un elemento esencial en la difusión del jasidismo, y tanto Ba’al Shem Tov como su biznieto Reb Najman de Breslav utilizaron historias basadas en cuentos populares para transmitir enseñanzas de tipo espiritual. Esos cuentos fueron transcritos y recopilados por sus seguidores. Los cuentos de Reb Najman tuvieron una gran influencia en el desarrollo posterior de la literatura en yidis. La más conocida recopilación de sus obras es el Sipure mayses ("Cuentos"), de 1815. Características destacadas de su producción son el uso de la alegoría para transmitir ideas abstractas y la fusión de motivos folclóricos judíos y gentiles. 
Durante la misma época de emergencia del jasidismo, apareció también el movimiento judío secular más influyente, la Haskalá. Este movimiento estaba influido por la Ilustración y se oponía a la superstición religiosa y a la educación anticuada que recibían la mayoría de los judíos. Se proponía integrar a los judíos en la cultura y la sociedad europeas, y eran declarados opositores del jasidismo. Autores que utilizaron su trabajo para exponer estos puntos de vista fueron Israel Aksenfeld, Solomon (o Shloyme) Ettinger e Isaac Meir Dik. Aksenfeld fue al principio seguidor de Reb Nachman de Bratslav, pero abandonó el jasidismo y se convirtió en su encarnizado enemigo. Su novela Dos shterntikhl ("El pañuelo"), publicada en 1961, retrata el mundo jasídico como intolerante y mezquino. Sólo cinco de sus obras fueron publicadas, a causa de su oposición a los dirigentes jasídicos. Su obra es realista y muestra la influencia de la literatura rusa del siglo XIX. Ettinger era médico y escribió principalmente obras de teatro, entre ellas la considerada la más importante de la Haskalah, Serkele. Su estilo satírico denota la influencia del teatro europeo: se ha especulado sobre si leyó a Molière. Dik (1808-1893) es autor de cuentos que vendieron decenas de miles de ejemplares. Su importancia viene dada más por haber creado un público lector en yidis que por el contenido de su obra, marcada por el didactismo. Escribió también en hebreo, por ejemplo una destacada parodia del Talmud, Masseket Aniyyut.

## Literatura yídica moderna

### Autores clásicos en yidis
El comienzo de la literatura moderna en yidis suele datarse con la publicación, en 1856, de la novela Dos kleyne mentshele ("El pequeño hombrecito"), de Sholem Yankev Abramovitsh. Abramovitsh había escrito anteriormente en hebreo, el lenguaje que los partidarios de la Haskalah solían utilizar para comunicarse entre sí. Con esta novela, que se publicó por entregas en un periódico en yidis, Abramovitsch presentaba a su alter ego, el personaje de Mendel Mojer Sforim ("Mendel el vendedor de libros"), narrador de ésta y otras historias posteriores. El propio Abramovitsch aparece, con su nombre real, en sus relatos, presentándose como "autor", y estableciendo una compleja red de relaciones entre autor, personajes y lectores, que ha sido estudiada por Dan Miron. La obra de Abramovitsch es irónica y mordaz, al tiempo que mantiene el estilo de la narración popular. Critica la corrupción de la comunidad judía, que le ha sido impuesta por las instituciones rusas y polacas. Continúa con la tradición de la literatura de la Haskalá en sus ataques a la superstición y a tradiciones obsoletas como los matrimonios pactados. Su última gran obra, la novela picaresca paródica Kitser masoes Binyomen hashlishi (Los breves viajes de Benjamín Tercero"), publicada en 1878, es una de las críticas más mordaces a la vida judía en la Zona de Residencia, y guarda ciertas similitudes con Don Quijote de la Mancha, de Miguel de Cervantes. Otras obras suyas son Di Takse ("La tasa") y Di Kliatsche ("La yegua").
La influencia de Abramovistsch se debe a dos razones. En primer lugar, escribió en yidis en una época en que la mayoría de los autores judíos prefería escribir en hebreo o en lenguas no judías, como el alemán. En segundo lugar, como ha demostrado Dan Miron, Abramovitsch hizo que la literatura yídica entrara en la modernidad mediante el uso de recursos retóricos que permitían que sus ideas de reforma social se expresaran con el más elevado nivel artístico. 
Los más importantes de los autores que siguieron a Abramovitsch fueron Sholem Rabinovitsh, popularmente conocido por su seudónimo, Scholem Aleijem, e I. L. Peretz. Las obras más conocidas de Rabinovitsch son los relatos protagonizados por el personaje Tevye el lechero. Escritas durante varios años, en respuesta a las numerosas catástrofes sufridas por los judíos a finales del siglo XIX y comienzos del siglo XX, los cuentos son muy característicos del estilo de Rabinovitsch, que ha sido calificado de "sonrisa a través de las lágrimas". I. L. Peretz introdujo en la literatura en yidis varias técnicas modernistas que había descubierto en sus lecturas de narrativa europea. Aunque él mantuvo posiciones políticas radicales, sobre todo durante la década de 1890, su obra admite múltiples lecturas. A la vez sencilla y cáustica, es más psicológica e individualista que la de Abramovitsch o Rabinovitsh. Por ese motivo, es considerado el primer verdadero modernista de la literatura en yidis. Escribió fundamentalmente relatos breves, de los cuales "Bontshe shvayg" ("Bontshe el silencioso") es el más conocido. Como en la mayor parte de su obra, logra transmitir dos mensajes aparentemente opuestos: simpatía por los oprimidos y crítica de la pasividad en respuesta a la opresión.
Abramovitsh, Rabinovitsh e I. L. Peretz son considerados generalmente los tres "autores clásicos" ("di klasiker", en yidis) de la literatura yídica. Se les llama, respectivamente, el "abuelo", el "padre" y el "hijo" de la literatura en esta lengua. Esto hace que se olvide el hecho de que en realidad eran aproximadamente contemporáneos, y que pueden entenderse mejor como un solo fenómeno que como tres manifestaciones generacionales distintas de una tradición. Sin embargo, esta formulación fue propuesta por los mismos tres clásicos, quizá como un modo de dotar a su literatura de una tradición que pudiera compararse a la de otras literaturas que admiraban.

### Personalidades y movimientos literarios
El teatro en yidis se desarrolló al comienzo de forma aislada, pero después se interrelacionó con otros movimientos literarios. El drama primitivo, siguiendo el ejemplo de Ettinger, fue escrito por Abraham Goldfaden y Jacob Gordin. Mucho de los que se representaba eran traducciones del repertorio europeo, por lo que gran parte del primer teatro escrito en yidis debe más al teatro alemán que a los autores contemporáneos en yidis. 
Cuando los tres autores clásicos se encontraban en su apogeo, surgió en Nueva York el primer verdadero movimiento de la literatura moderna en yidis. Los "Sweatshop Poets" ("poetas de la fábrica"), como dieron en llamarse, eran todos trabajadores inmigrantes que vivieron en primera persona las inhumanas condiciones de vida en las fábricas de la época. Los principales miembros del grupo eran Morris Rosenfeld, Morris Winchevsky, David Edelstadt y Joseph Bovshover. Sus obras tratan la temática de la opresión del proletariado y la lucha de clases, y utilizan el verso victoriano, con una retórica altamente estilizada. Son autores poco leídos en la actualidad. Al mismo tiempo, en Varsovia, un grupo de escritores agrupados en torno a I. L. Peretz llevaron al yidis a otro nivel de experimentación; entre ellos estaban David Pinski, S. Ansky, Sholem Asch y I.M. Weissenberg. Un grupo posterior, también en Varsovia, "Di Khalyastre" ("La Banda") contaba en sus filas a autores destacados como Israel Joshua Singer, Peretz Hirshbein, Melech Ravitch y Uri Zvi Grinberg (quien más tarde escribió la mayor parte de su obra en hebreo). Como su correlato neoyorquino, el grupo "Di Yunge" ("Los jóvenes"), rompieron con los escritores precedentes y trataron de liberar a la literatura en yidis de su preocupación por la política y el destino del pueblo judío. Los miembros más destacados de Di Yunge fueron Mani Leib, Moyshe Leib Halpern, H.Leivick, Zishe Landau y los prosistas David Ignatoff e Isaac Raboy. Poco después de que Di Yunge lograra reconocimiento, otro grupo denominado "In Zikh" ("Introspección") se declaró la auténtica vanguardia, rechazando el verso medido y afirmando que los temas no judíos eran perfectamente válidos para la poesía en yidis. El miembro más destacado de este grupo fue Yankev Glatshteyn. Glatshteyn estaba interesado en temas exóticos, en poemas que enfatizaban el sonido de las palabras; sólo más tarde, cuando se anunciaba el Holocausto y cuando llegó finalmente, volvió su interés hacia la tradición judía. Su poema "A gute nakht, velt" ("Buenas noches, mundo"), de 1938, parece profetizar la tragedia que asoma en el horizonte en el este de Europa. En Vilna (Lituania), llamada también Vilne por sus habitantes judíos, y uno de los centros más importantes de la cultura yidis, el grupo "Yung Vilne" ("Joven Vilna") estaba formado por Chaim Grade, Abraham/Avrom Sutzkever y Szmerke Kaczerginski. El cuento de Grade “Mayn krig mit Hersh Raseyner” ("Mi pelea con Hersh Rasseyner") es uno de los relatos clásicos en yidis posteriores al Holocausto, resumiendo el dilema filosófico que debían afrontar los supervivientes. Sutzkever se convirtió en uno de los poetas más importantes del siglo XX.
Durante el cambio radical que supusieron los años 1930, un grupo de autores relacionados con el Partido Comunista de Estados Unidos empezaron a ser conocidos como "Di Linke" ("La izquierda"). En este grupo se encontraban Moyshe Nadir, Malke Lee y Ber Grin. En Canadá existió también un grupo similar, conocido como la escuela Proletariat, cuyo principal integrante era Yudica. En la Unión Soviética, la literatura en yidis tuvo un importante desarrollo, con autores tan notables como David Bergelson, Der Nister, Peretz Markish y Moyshe Kulbak. Varios de estos autores fueron ejecutados durante una purga estalinista que se conoce como la Noche de los poetas asesinados (12-13 de agosto de 1952). Entre los muertos estaban Itzik Fefer y Leyb Kvitko. Bergelson es considerado por muchos un genio infravalorado, cuyo trabajo en el campo de la novela modernista tiene un gran interés. Entre los escritores soviéticos en yidis más destacados que escaparon a la persecución se encuentran Moyshe Altman, Ikhil Shraybman, Note Lurie, Elye Shekhtman, Shike Driz, Rivke Rubin, Shira Gorshman, y otros. No parece haber una razón que explique por qué ciertos autores no fueron perseguidos, ya que todos esos escritores cultivaban los mismos temas y pertenecían a las mismas asociaciones de escritores.
Un interesante aspecto de la literatura en yidis en su época de mayor esplendor (1900-1949) es la presencia de numerosas mujeres escritoras, menos implicadas en movimientos concretos y ligadas a ideologías particulares. Escritoras como Celia Dropkin, Anna Margolin, Kadya Molodowsky, Esther Kreitman y Esther Shumiatcher Hirschbein produjeron obras que no es fácil encasillar en una categoría determinada, y que a menudo son experimentales, en el fondo o en la forma. La obra de Margolin fue pionera en el uso de la asonancia y la consonancia en el verso yídico. Mostró preferencia por las rimas aproximadas más que por las exactas. Dropkin, que introdujo en la literatura en yidis el vocabulario erótico, muestra en su obra la influencia de la poesía rusa del siglo XIX. Kreitman, hermana de Israel Joshua e Isaac Bashevis Singer, escribió tanto novelas como relatos breves, en muchos de los cuales critica con acritud la desigualdad de género en la sociedad judía tradicional. 
Algunos escritores varones no estuvieron tampoco asociados a ningún grupo literario en particular, o sólo durante cierto tiempo, antes de centrarse en otra línea diferente de creación. Entre ellos se encuentra Itzik Manger, cuyas recreaciones de los relatos bíblicos y otras historias tradicionales judías son sencillos y divertidos al tiempo que profunods. Otros escritores de este orden fueron Joseph Opatoshu, Isaac Bashevis Singer (llamado siempre "Bashevis" en yidis para distinguirlo de su hermano mayor, Israel Joshua Singer, y Aaron Zeitlin.
Muchos de los autores arriba mencionados que escribieron durante y después de los años 1940 se hicieron eco del Holocausto en sus obras: algunos escribieron poesía y relatos mientras vivían en guetos, campos de concentración o grupos de partisanos, y muchos continuaron haciendo referencia al Holocausto y sus consecuencias en su obra posterior. Entre los escritores en yidis más conocidos por sus escritos acerca del Holocausto se encuentran Yitzhak Katzenelson, Y. Shpigl y Katsetnik.

### Isaac Bashevis Singer y el Nobel de Literatura
La concesión en 1978 del Premio Nobel de Literatura a Isaac Bashevis Singer ayudó a cimentar su reputación como uno de los principales escritores en yidis de la literatura universal. Muchos lectores en yidis, sin embargo, están convencido de que hay muchos escritores superiores en la literatura en esta lengua, entre ellos su hermano. Chaim Grade lo consideraba sobrevalorado por el público de lengua inglesa. El cuento de Cynthia Ozick titulado "Yiddish, or, Envy in America" muestra una estimación semejante por parte de un poeta yidis, de quien generalmente se considera que está basado en Yankev Glatshteyn. Algunos críticos se han quejado de la excesiva importancia que el sexo y la superstición tienen en la obra de Singer, que según ellos hace caer en el descrédito a la literatura en yidis en general. Además, la costumbre de Singer de presentarse a sí mismo a la prensa estadounidense como el último o el único escritor en yidis resultó molesta a las docenas de escritores que vivían y escribían en la misma época. Pero a pesar de las mencionadas disputas (algunas de las cuales continúan en la actualidad, años después de que hayan fallecido los principales implicados), la mayor parte de los estudiosos de la literatura en yidis reconocen que la concesión del Nobel a Singer propició un mayor interés por esta literatura. Numerosos eruditos creen que fue un premio justo, teniendo en cuenta la calidad de la obra de Singer traducida al inglés.

### Autores contemporáneos en yidis y autores influidos por la literatura en yidis
El más importante poeta contemporáneo en yidis fue sin duda, hasta su muerte en enero de 2010, Abraham Sutzkever. Entre los últimos autores nacidos en Europa antes de la Segunda Guerra Mundial que continúan publicando en la actualidad se encuentran los canadienses Java Rosenfarb, Simcha Simchovitch y Grunia Slutzky-Kohn; los israelíes Tzvi Ayznman, Aleksander Shpiglblat, Rivke Basman Ben-Hayim, Yitzkhok Luden, Mishe Lev y Lev Berinsky; y los estadounidenses Beyle Schaechter-Gottesman y Moyshe Szklar, este último editor de Heshbon, revista literaria en yidis publicada en Los Ángeles. De la generación más joven (nacidos después del final de la Segunda Guerra Mundial, la mayoría originarios de la antigua Unión Soviética) debe destacarse a Alexander Belousov (1948-2004), Mikhoel Felzenbaum, Daniel Galay, Moyshe Lemster, Boris Sandler (actual editor de la versión en yidis de The Forward), Velvl Chernin y Heershadovid Menkes (seudónimo de Dovid Katz). Más joven aún es una nueva generación de escritores que comenzó a escribir a finales del siglo XX, entre los que se encuentran poetas como Gitl Schaechter-Viswanath en Nueva York, Yisroel Nekrasov en San Petersburgo, Haike Beruriah Wiegand en Londres, y el prosista Boris Kotlerman en Israel. Las primeras obras de algunos de estos autores fueron recogidas en la antología Vidervuks, publicada en 1989.
Una nueva generación de escritores en yidis ha surgido de los movimientos jasídico y jaredí de la ortodoxia contemporánea. El autor conocido únicamente por el seudónimo de Katle Kanye escribe explosivas sátiras de la literautra jaláquica habitual, así como poesía y comentarios reflexivos sobre la vida jasídica. Otro ejemplo de autor de blogs jaredí es Naturlich. Por otro lado, las novelas de espías se han convertido en un género muy popular en las comunidades jasídicas.
Las literaturas europeas han tenido siempre una fuerte influencia sobre la literatura en yidis, pero no fue hasta avanzado el siglo XX que ésta comenzó a tener cierto influjo sobre la literatura en inglés, excepto en el caso de autores que escogieron escribir en esta última lengua, como Anzia Yezierska y Ab Cahan. Actualmente, muchos autores que conocen poco el yidis han sido influidos por la literatura traducida, como Nathan Englander y Jonathan Safran Foer. Una excepción es Dara Horn, que ha estudiado tanto yidis como hebreo y hace uso de ambas tradiciones literarias en sus novelas escritas en inglés. 
Los más recientes escritores en yidis en el área de la antigua Unión Soviética son Aleksandr Bejderman en Odesa, Zisye Veytsman en Samara, y Yoysef Burg en Chernivtsi.